# ヒア・カムズ・ザ・サン (小説)
『ヒア・カムズ・ザ・サン』は、有川浩による中編小説集。新潮社『小説新潮』2011年6月号に「ヒア・カムズ・ザ・サン」が、『小説新潮別冊 Story Power』に「ヒア・カムズ・ザ・サン Parallel」が掲載され、2011年11月に単行本が発行された。その後、2013年10月1日に新潮文庫より文庫が発売された。
演劇集団キャラメルボックスの物販・新潮社webサイト限定で、外装が舞台公演チラシバージョンの表紙が発売された。
また2014年1月に演劇ユニットスカイロケットが第二回公演として上演された。

## 執筆経緯
有川浩がアニメ『図書館戦争』で柴崎麻子役を演じた沢城みゆきが所属するTheatre劇団子の舞台を見に行った際、演劇集団キャラメルボックス関係者に「うちの劇団もよかったらどうぞ」と誘いを受け、それをきっかけにキャラメルボックスの舞台に足を運ぶようになる。その後、2011年1月に有川浩が原作・脚本を担当したTheatre劇団子25th act『もうひとつのシアター!』に演劇集団キャラメルボックス所属の阿部丈二が客演として出演し、交友を持つ。
有川浩が7行のあらすじを元に作られた舞台『ヒア・カムズ・ザ・サン』のノベライズを申し込もうかどうか阿部丈二に相談したところ、「どうせだったらこの7行のあらすじを元に、成井さんと先生からそれぞれ何が出てくるのかが見たい」と返答したのをきっかけに執筆された。登場人物名は一緒だが、設定は作品ごとに変わる。
『ヒア・カムズ・ザ・サン』は有川浩の完全オリジナル。一方『ヒア・カムズ・ザ・サン Parallel』は舞台ヒア・カムズ・ザ・サンに着想をうけて執筆されたがノベライズではなく、話そのものは別物になっている。

## あらすじ

### ヒア・カムズ・ザ・サン
編集者の真也はサイコメトリーで、その力のおかげで上手く世渡りをすることができていた。だが同時に、それを負い目に感じていた。真っ直ぐに一生懸命な同僚のカオルを羨ましいと思っていた。
ある日、雑誌の特集で人気の海外ドラマシリーズの特集を組むことになった。しかもそのドラマの脚本家「HAL」は日本人で、カオルの父親・白石晴男なのだという。今度家族に会うために帰国するとのことで白石の取材をすることになり、真也とカオルは鉢合せしたカオルの母・輝子と共に白石を迎える。
その後取材を開始するが、編集長の安藤が真也にあることを告げる。

### ヒア・カムズ・ザ・サン Parallel
真也とカオルは交際3年目を迎えていた。カオルは別部署に移ってしまったが交際は順調で、真也は結婚を視野に入れていた。だが真也は高校時代の失敗がトラウマになり、カオルに自分がサイコメトリーだということを伝えられていなかった。真也は勇気を持ってカオルに自分の能力を告げる。すると、あっさりと受け入れてくれた。だがそれと引き換えに、死んだと聞かされていたカオルの父親が生きていることを知らされる。
カオル曰く「夢見る夢子ちゃんの男版」で、日本で脚本家をしていたものの鳴かず飛ばずで所属プロダクションをクビになってしまい、そのまま思い切って渡米してしまったのだという。今では映画の脚本をしているそうが、カオルはそのことを全くもって信じていなかった。その父親が帰国するので出迎えに付き合って欲しいと頼まれるが、担当雑誌でトラブルが起きてカオルは来られなくなり、真也一人で出迎えることになる。
空港で出会ったカオルの父・晴男はエキセントリックで虚偽癖があり、そのままホテルに送り届ける予定が「カオルが働いている姿を観たい」と言い出し振り回されることに。仕方なく会社に連れていった後にカオルの自宅に行った際、帰宅したカオルに「本当は娘をツテに仕事をねだろうとしていたのではないか」と咎められる。否定する晴男だが、カオルは帰って欲しいと言い放つ。真也はその際に、カオルが投げ捨てた晴男からの手紙を拾う。
するとそこには、「会いたい」とリフレインする強い気持ちが宿っていた。

## 主な登場人物
※共通内容のみ記載
古川 真也（ふるかわ しんや）
編集者でサイコメトリー。本シリーズの主人公。
大場 カオル（おおば かおる）
真也の同僚。
白石 晴男（しらいし はるお）
カオルの父。
大場 輝子（おおば てるこ）
カオルの母。
安藤 みずほ（あんどう みずほ）
「ヒア・カムズ・ザ・サン」に登場。真也の作っている雑誌の女編集長。
岩沼（いわぬま）
「ヒア・カムズ・ザ・サン Parallel」に登場。通称「ビックフェイス岩沼」と呼ばれている男編集長。
名取（なとり）
「ヒア・カムズ・ザ・サン Parallel」に登場。真也の同僚。

## 舞台
2014年1月20日 - 26日に銀座博品館劇場にて、スカイロケットが公演を行った。脚本は原作者の有川浩、演出は白坂恵都子+阿部丈二。

### 出演
- 西川浩幸
- 大森美紀子
- 三浦剛
- 岡内美喜子
- 小林千恵
- 阿部丈二
- 小多田直樹
- 渡邊安理

## 参考
1. ↑  “グッズ店長ブログ『小説『ヒア・カムズ・ザ・サン』特別版、販売決定!!』”.  演劇集団キャラメルボックス. 2012年10月15日閲覧。
2. ↑  有川浩、朝井リョウ、伊瀬勝良、海猫沢めろん、神永学、佐藤友哉、田辺青蛙、元長征木、吉野匠、滝本竜彦『カドカワキャラクターズ ノベルアクト2』角川書店、2012年7月15日再版、208-220頁
3. ↑  有川浩『ヒア・カムズ・ザ・サン』新潮社、2011年11月20日初版、4頁